# Colbitzer Lindenwald
Colbitzer Lindenwald este o arie protejată (arie specială de conservare — SAC, sit de importanță comunitară — SCI) din Germania întinsă pe o suprafață de 527 ha, integral pe uscat.

## Localizare
Centrul sitului Colbitzer Lindenwald este situat la coordonatele 52°19′58″N 11°33′10″E / 52.3328°N 11.5528°E.

## Înființare
Situl Colbitzer Lindenwald a fost declarat sit de importanță comunitară în octombrie 2000 pentru a proteja 8 specii de animale. Situl a fost protejat și ca arie specială de conservare în decembrie 2018.

## Biodiversitate
Situată în ecoregiunea continentală, aria protejată conține 2 habitate naturale: Păduri de stejar și carpen Galio-Carpinetum, Păduri acidofile de stejar bătrân cu Quercus robur pe câmpii nisipoase.
La baza desemnării sitului se află mai multe specii protejate:
- amfibieni (1): triton cu creastă (Triturus cristatus)
- mamifere (3): liliac cârn (Barbastella barbastellus), lupul (Canis lupus), liliac comun (Myotis myotis)
- nevertebrate (4): croitorul mare al stejarului (Cerambyx cerdo), Limoniscus violaceus, rădașcă (Lucanus cervus), Osmoderma eremita Complex

Pe lângă speciile protejate, pe teritoriul sitului au mai fost identificate 3 specii de plante, 2 specii de amfibieni, 9 specii de mamifere, 1 specie de reptile.